# Wybory prezydenckie w Niemczech w 2012 roku

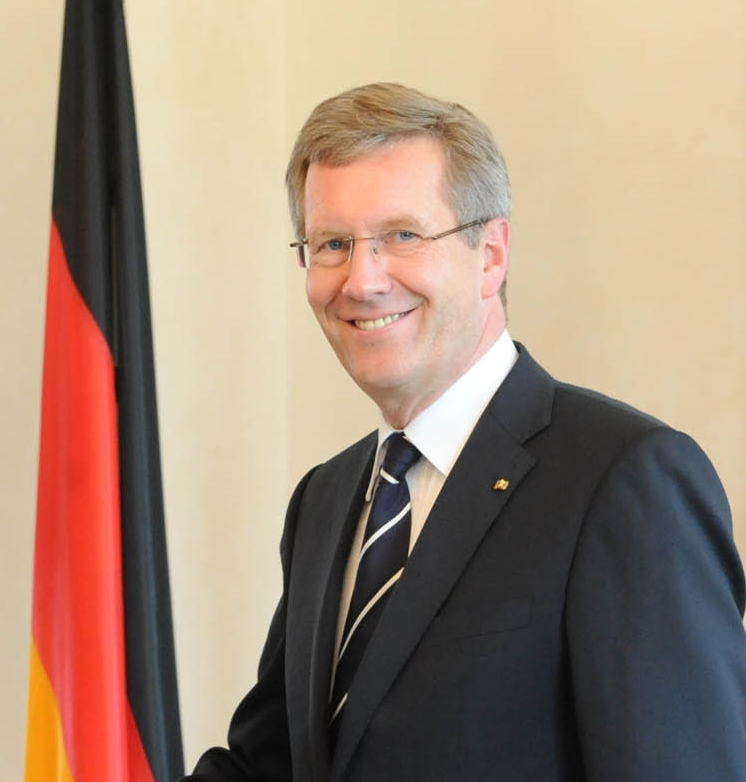
Christian Wulff, prezydent Niemiec w latach 2010–2012

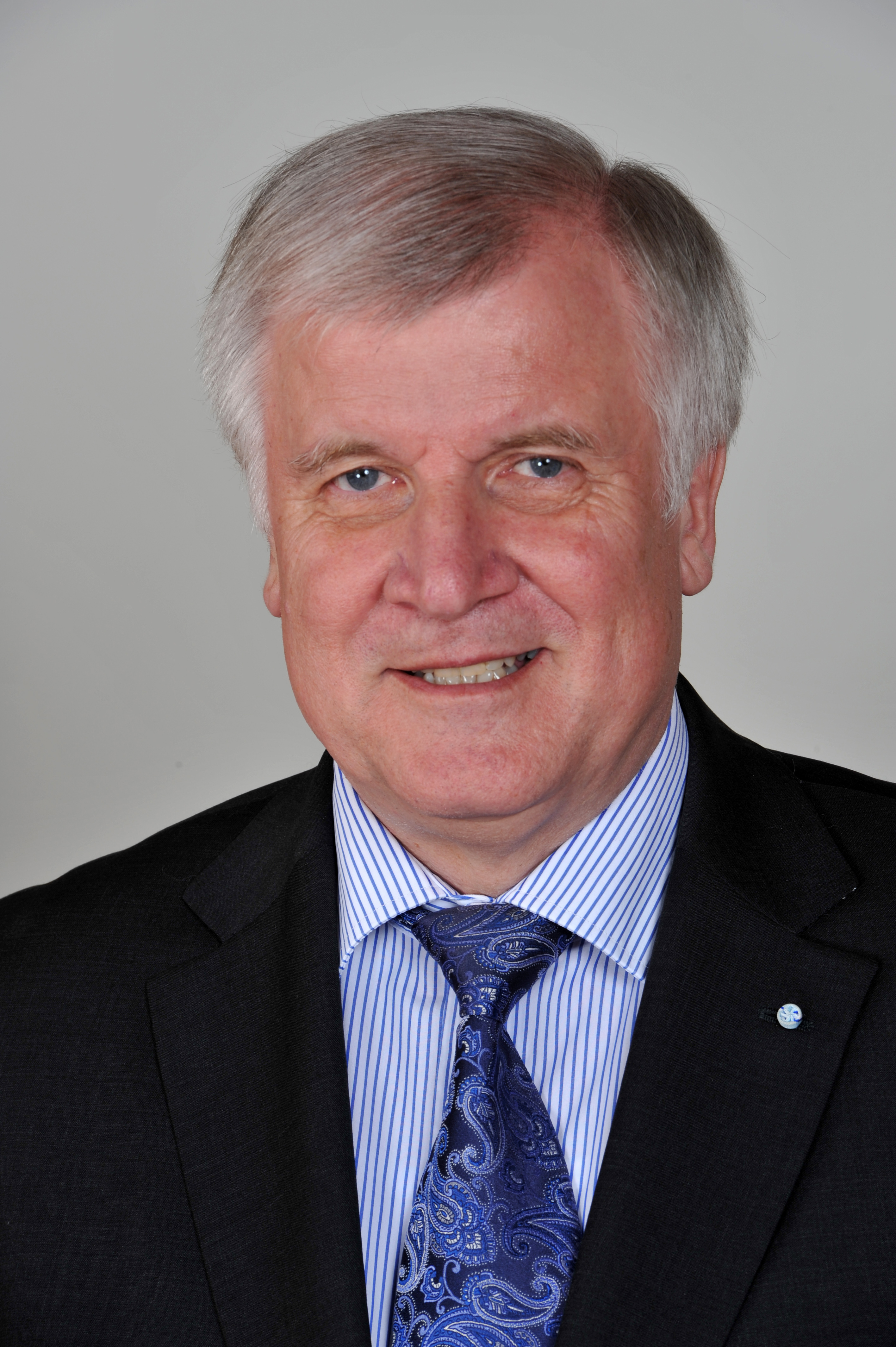
Horst Seehofer, pełniący obowiązki głowy państwa

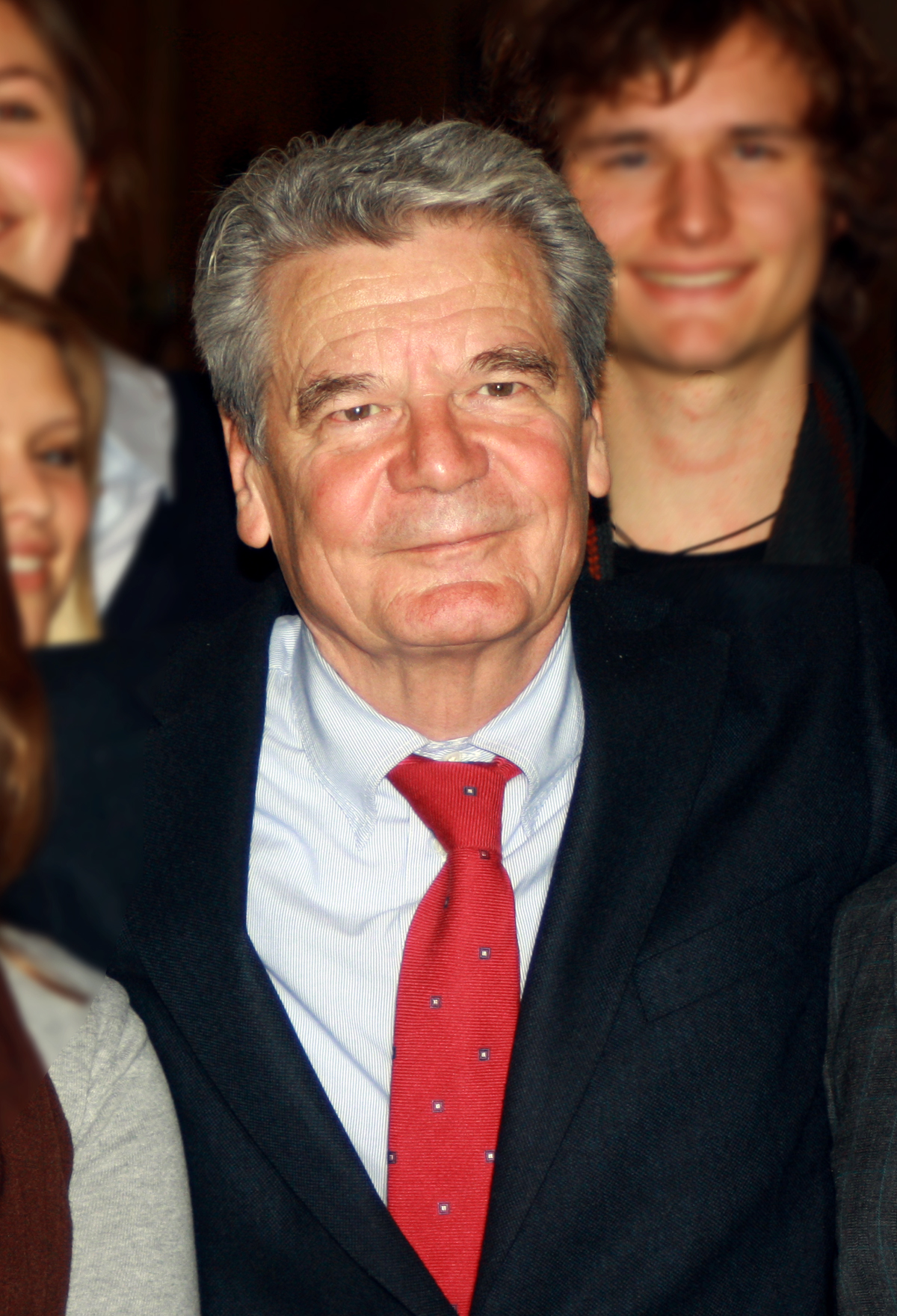
Joachim Gauck, wybrany na prezydenta federalnego kandydat SPD, Zielonych, FDP, CDU i CSU, popierany także przez SSW i Freie Wähler

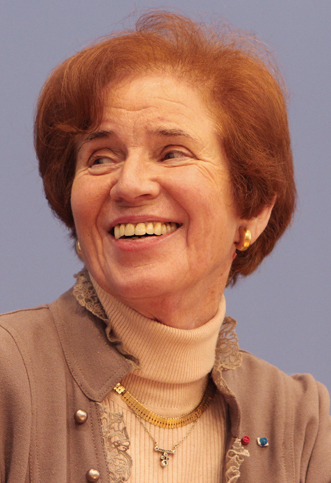
Beate Klarsfeld, kandydatka Lewicy

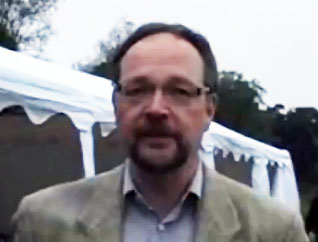
Olaf Rose, kandydat NPD

Wybory prezydenckie w Niemczech w 2012 roku miały miejsce 18 marca 2012 w Berlinie. Na Prezydenta Federalnego Republiki Federalnej Niemiec 15. Zgromadzenie Federalne wybrało Joachima Gaucka. Przedterminowe wybory były konieczne po ustąpieniu z funkcji prezydenta Christiana Wulffa.

## Ustąpienie Christiana Wulffa z urzędu
17 lutego 2012 z urzędu ustąpił prezydent Christian Wulff. Rezygnacja nastąpiła w związku z zarzutami korupcyjnymi.
Na okres wakatu obowiązki prezydenta przejął przewodniczący Bundesratu Horst Seehofer.

## Zasady wyboru Prezydenta RFN
W Niemczech prezydenta federalnego wybiera Zgromadzenie Federalne, złożone po połowie z członków Bundestagu i przedstawicieli parlamentów regionalnych. Wedle artykułu 54 Konstytucji Niemiec prezydentem zostaje osoba, która uzyskała bezwzględną większość głosów (50% ogólnej liczby członków Zgromadzenia Federalnego i jeden głos, tj. w 15. Zgromadzeniu Federalnym 621 głosów) w dwóch pierwszych turach głosowania lub zwykłą większość w trzeciej turze. Głową państwa może zostać osoba, która posiada obywatelstwo niemieckie, ukończyła 40. rok życia oraz posiada prawa wyborcze do Bundestagu.

## Kandydaci
Wedle § 9 ust. 1 Ustawy o Wyborze Prezydenta Federalnego kandydatury muszą być zgłoszone pisemnie z dołączoną zgodą kandydata; do zgłoszenia uprawniony jest każdy członek Zgromadzenia Federalnego. Łącznie zaproponowano troje kandydatów:
- Joachim Gauck (bezpartyjny) – wspólny kandydat CDU, SPD, Zielonych, FDP i CSU, teolog, były szef Urzędu ds. Akt Stasi. 17 lutego 2012 SPD i Zieloni ponownie zaproponowali Joachima Gaucka na prezydenta federalnego, który był ich kandydatem w roku 2010. 19 lutego 2012 kandydaturę Gaucka poparła również FDP, jednak CDU i CSU uznały jego kandydaturę za nie do zaakceptowania[4]. Ostatecznie wieczorem tego samego dnia partie unijne przystały na wybór Joachima Gaucka na prezydenta. Tym samym Gauck ma poparcie pięciu spośród sześciu partii najliczniej reprezentowanych w Zgromadzeniu Federalnym[5]. Później również dwie małe partie, Freie Wähler[6] i Südschleswigscher Wählerverband[7] zadaklarowały poparcie kandydatury Gaucka.
- Beate Klarsfeld (bezpartyjna) – kandydatka Lewicy, dziennikarka, działaczka na rzecz rozliczenia nazistowskiej przeszłości. Zarząd Lewicy potwierdził jednogłośnie kandydaturę Klarsfeld 27 lutego 2012[8].
- Olaf Rose (NPD) – kandydat NPD, historyk wojskowości, autor rewizjonistycznej literatury i prelegent na zebraniach skrajnej prawicy. Rose był również członkiem zarządu NPD. 5 marca 2012 otrzymał nominację swojej partii[9].

Z reprezentowanych w Zgromadzeniu Federalnym partii tylko Paria Piracka ani nie zaproponowała własnego kandydata, ani nie poparła żadnej z wysuniętych kandydatur.

## Zgromadzenie Federalne
Skład 15. Zgromadzenia Federalnego:
| Partia                          | Liczba głosów | Liczba głosów | Liczba głosów   |
| Partia                          | Łącznie       | Bundestag     | Kraje związkowe |
| ------------------------------- | ------------- | ------------- | --------------- |
| CDU/CSU                         | 486           | 237           | 249             |
| SPD                             | 331           | 146           | 185             |
| Związek 90/Zieloni              | 147           | 68            | 79              |
| FDP                             | 136           | 93            | 43              |
| Die Linke                       | 125           | 76            | 49              |
| Freie Wähler                    | 10            | 0             | 10              |
| NPD                             | 3             | 0             | 3               |
| Piraci                          | 2             | 0             | 2               |
| Südschleswigscher Wählerverband | 1             | 0             | 1               |
| Razem                           | 1240          | 620           | 620             |

Wybory przedstawicieli parlamentów lokalnych do Zgromadzenia Federalnego przeprowadzono między 23 lutego a 6 marca 2012.

## Wynik wyborów
| Runda    | Kandydat               | Liczba głosów | Procent |
| -------- | ---------------------- | ------------- | ------- |
| 1. Runda | Joachim Gauck          | 991           | 79,9%   |
| 1. Runda | Beate Klarsfeld        | 126           | 10,2%   |
| 1. Runda | Olaf Rose              | 3             | 0,2%    |
| 1. Runda | głosy wstrzymujące się | 108           | 8,7%    |
| 1. Runda | głosy nieważne         | 4             | 0,3%    |
| 1. Runda | nieobecni              | 8             | 0,6%    |

Po ogłoszeniu wyników Joachim Gauck, który uzyskał wymaganą większość głosów, oświadczył wobec przewodniczącego Lammerta, że przyjmuje wybór. Następnie wygłosił krótkie przemówienie inauguracyjne, nawiązujące do mających miejsce 22 lata wcześniej, 18 marca 1990, pierwszych wolnych wyborów w NRD.